# آن زن گفت، آن مرد گفت (فیلم)
آن زن گفت، آن مرد گفت (به انگلیسی: He Said, She Said) فیلمی محصول سال ۱۹۹۱ و به کارگردانی کن کواپیس و ماریسا سیلور است. در این فیلم بازیگرانی همچون کوین بیکن، الیزابت پرکینز، شارون استون، ناتان لین، آنتونی لاپالیا، استنلی اندرسون، چارلین وودارد، فیل لیدز و اریکا الکساندر ایفای نقش کرده‌اند.